# Bunchosia apiculata
Bunchosia apiculata är en tvåhjärtbladig växtart som beskrevs av Huber. Bunchosia apiculata ingår i släktet Bunchosia och familjen Malpighiaceae. Inga underarter finns listade i Catalogue of Life.